# Procystiphora
Procystiphora is een muggengeslacht uit de familie van de galmuggen (Cecidomyiidae).

## Soorten
- P. coloradensis Felt, 1915
- P. gerardi Meyer, 1984
- P. junci Felt, 1922